# Rade Končar Skopje
Rade Končar Skopje (code MBID : RADE) est une entreprise macédonienne qui a son siège social à Skopje. Elle entre dans la composition du MBID, un indice de la Bourse macédonienne. Elle produit des équipements électriques de basse tension.
Rade Končar Skopje a été fondée en 1947 et la société s’appelait à l'origine JUG. En 1962, elle est intégrée au groupe croate Končar, dont elle tient son nom actuel.